# Systur
Systur (islandska izgovorjava: [ˈsɪstʏr]), znane tudi kot Sigga, Beta & Elín in tudi Tripolia, islandska glasbena skupina, ki jo sestavljajo sestre Sigríður, Elísabet in Elín Eyþórsdóttir.

## Zgodovina
Sigríður, Elísabet in Elín Eyþórsdóttir so odraščale v Reykjavíku. Njihova mati je pevka Ellen Kristjánsdóttir, oče pa je skladatelj in klaviaturist Eyþór Gunnarsson. Svojo glasbeno kariero so začele leta 2011 skupaj z DJ-jem Friðfinnurjem Sigurðssonom pod imenom Sísý Ey, poimenovano po njihovih babici. Svoj glasbeni prvenec »Ain't Got Nobody« so izdale leta 2013 v sodelovanju z britansko založbo Defected Records. Leta 2016 so nastopile na festivalu Glastonbury. Leta 2017 so pod imenom Tripolia izdale svoj prvi singel z naslovom »Bounce from the Bottom«.
Dne 5. februarja 2022 so bile razglašene kot tekmovalke na Söngvakeppninu, islandskem nacionalnem izboru za Pesem Evrovizije. Dne 12. marca 2022 so na izboru zmagale s pesmijo »Með hækkandi sól«. Z zmago so pridobile pravico zastopati Islandijo na Pesmi Evrovizije 2022 v Torinu v Italiji. Na Evroviziji so nastopile v prvem polfinalu in se uvrstile v finale, kjer so zasedle 23. mesto s 20 točkami.

## Diskografija

### Pesmi
| Naslov                                                              | Leto | Najvišje uvrstitve na lestvici | Najvišje uvrstitve na lestvici | Album / EP         |
| Naslov                                                              | Leto | ICE                            | LTU                            | Album / EP         |
| ------------------------------------------------------------------- | ---- | ------------------------------ | ------------------------------ | ------------------ |
| »Bounce from the Bottom« (kot Tripolia)                             | 2017 | —                              | —                              |                    |
| »Með hækkandi sól«                                                  | 2022 | 1                              | 38                             | Söngvakeppnin 2022 |
| »Dusty Road«                                                        | 2022 | —                              | —                              |                    |
| »Goodbye«                                                           | 2022 | —                              | —                              |                    |
| »Furðuverur«                                                        | 2023 | —                              | —                              |                    |
| »Með hækkandi sól« (skupaj Kasperjem Bjørkom in Sísý Ey)            | 2024 | —                              | —                              | Puzzles            |
| »—« označuje singel, ki se ni uvrstil na lestvico ali ni bil izdan. |      |                                |                                |                    |